# Jarosław Dumanowski
Jarosław Dumanowski (ur. 7 sierpnia 1967 w Koronowie) – polski historyk, dr hab. nauk historycznych, prof. UMK.

## Życiorys
Ukończył studia historyczne na Uniwersytecie Mikołaja Kopernika w Toruniu (1991) i na Uniwersytecie Angers we Francji. W 1997 obronił pracę doktorską pt. Ród Dąmbskich na tle szlachty kujawskiej. Dzieje fortuny magnackiej (promotor prof. Jacek Staszewski). Habilitował się w 2007, na podstawie rozprawy: Świat rzeczy szlachty wielkopolskiej w XVIII wieku.
Jako visiting professor pracował na Uniwersytecie Bordeaux, w Centrum Norberta Eliasa w L'École des Hautes Etudes en Sciences Sociales oraz w katedrze UNESCO Europejskiego Instytutu Historii i Kultur Wyżywienia (IEHCA), wykładał także na Uniwersytecie Paryż IV Sorbona. Był członkiem Centre de l'Histoire d'Europe Centrale (Centrum Historii Europy Środkowej) na Uniwersytecie Paryż IV Sorbona. Jego zainteresowania badawcze obejmują antropologię historyczną, historię kultury materialnej w czasach nowożytnych oraz historię sztuki kulinarnej i wyżywienia. Pomysłodawca edycji staropolskich książek kucharskich w ramach projektu Monumenta Poloniae Culinaria, pionier polskiej gastronomii historycznej.
W 2001 był stypendystą Maison de Sciences de l'Homme w Paryżu, uczęszczał wtedy na seminaria prof. Jeana-Louisa Flandrina poświęcone historii kuchni i wyżywienia. Jest członkiem rady naukowej Europejskiego Instytutu Historii i Kultur Wyżywienia (IEHCA) oraz Międzynarodowego Komitetu Naukowego wydawanego na Uniwersytecie Paryż IV Sorbona pisma Histoire, économie & société, zasiada w komitecie redakcyjnym polskiego Kwartalnika Historii Kultury Materialnej wydawanego przez Instytut Archeologii i Etnologii PAN. W latach 2008–2010 pełnił funkcję wicedyrektora Instytutu Historii i Archiwistyki UMK, jest kierownikiem Zakładu Historii Nowożytnej, kieruje Centrum Dziedzictwa Kulinarnego na Wydziale Nauk Historycznych UMK w Toruniu.
Jest współscenarzystą i prowadzącym serialu Historia kuchni polskiej, w reżyserii Mirosława Borka i Tomasza Rostworowskiego.

## Dzieła
- 2000: Hrabiowie na Lubrańcu: dzieje fortuny magnackiej[3]
- 2002: Anna Vasas brev till familjen Gyllienstierna 1591-1612. Utgivna av: J. Dumanowski, P. Garbacz och W. Krawczuk – Listy Anny Wazówny do rodziny Gylliensternów z lat 1591-1612. Wyd.: J. Dumanowski, P. Garbacz i W. Krawczuk, Kraków 2002
- 2004: Dzieje Nieszawy (współautor)
- 2006: Świat rzeczy szlachty wielkopolskiej w XVIII wieku[4]
- 2006: Noblesse française – noblesse polonaise: mémoire, identité, culture, red. J. Dumanowski, M. Figeac, Bordeaux 2006
- 2009: Le rayonnement français en Europe centrale du XVIIe siècle à nos jours, sous la direction de Michel Figeac, Olivier Chaline et Jaroslaw Dumanowski, Bordeaux 2009
- 2009: S. Czerniecki, Compendium ferculorum albo zebranie potraw, wyd. i opr. J. Dumanowski i M. Spychaj z przedmową S. Lubomirskiego, „Monumenta Poloniae Culinaria”, t. I, Warszawa 2009[5]
- 2010: J. Dumanowski, A. Pawlas J. Poznański, Sekrety kuchmistrzowskie Stanisława Czernieckiego. Przepisy z najstarszej polskiej książki kucharskiej z 1682 roku, Warszawa 2010[6]
- 2011: "Moda bardzo dobra smażenia różnych konfektów i innych słodkości, a także przyrządzania wszelkich potraw, pieczenia chleba, i inne sekreta gospodarskie i kuchenne", opr. i wyd. J. Dumanowski i R. Jankowski, „Monumenta Poloniae Culinaria”, t. II, Warszawa 2011
- 2011: J. Dumanowski, Tatarskie ziele w cukrze, czyli staropolskie słodycze, Warszawa 2011[7]
- 2012: Półgęski, czarnina i karp w piernikach. Przepisy kulinarne z najstarszych książek kucharskich z regionu kujawsko-pomorskiego, wybrali i opracowali J. Dumanowski i A. Kleśta-Nawrocka, Gruczno 2012
- 2012: Nauka gotowania do użytku ludu polskiego ułożona z prac konkursowych Marii Reszelskiej, Stanisławy Mittmann i Stefanii Królikowskiej, opracowali i wydali J. Dumanowski i M. J. Mazurkiewicz, Grudziądz 2012
- 2012: W. W. Wielądko, Kucharz doskonały pożyteczny dla zatrudniających się gospodarstwem, wyd. i opr. J. Dumanowski przy współudziale A. Kleśty-Nawrockiej, „Monumenta Poloniae Culinaria”, t. III, Warszawa 2012
- Księga szafarska dworu Jana III Sobieskiego 1695-1696, oprac. J. Dumanowski, M. Próba i Ł. Truściński, „Monumenta Poloniae Culinaria”, t. IV, red. J. Dumanowski, Warszawa 2013[8].
- S. Czerniecki, Compendium ferculorum or collection of dishes, ed. by Jarosław Dumanowski in collaboration with M. Spychaj, Warszawa 2014[9].
- Staropolskie przepisy kulinarne. Receptury rozproszone z XVI-XVIII w. Źródła drukowane, opr. Jarosław Dumanowski, Dorota Dias-Lewandowska i Marta Sikorska, Warszawa 2016[10].
- France-Pologne. Contacts, échanges culturels, représentations (fin XVIe-Fin XIXe siècle), textes réunis Par Jarosław Dumanowski, Michel Figeac et Daniel Tollet, Paris 2016.
- Rimvydas Laužikas, Liutauras Čeprackas, Jarosław Dumanowski, Arvydas Pacevičius, Oginskių dvaro virtuvėje, Vilnius 2016.
- Staropolskie przepisy kulinarne. Receptury rozproszone z XVI-XVIII w. Źródła rękopiśmienne, wyd. J. Dumanowski, D. Dias-Lewandowska, M. Sikorska, „Monumenta Poloniae Culinaria”, red. J. Dumanowski, t. VII, Warszawa 2017[11].
- J. Dumanowski, Kucharz doskonały. Sekrety kuchmistrzowskie Wojciecha Wielądki, Muzeum Pałacu Króla Jana III w Wilanowie, Warszawa 2018[12].
- J. Dumanowski, M. Kasprzyk-Chevriaux, Kapłony i szczeżuje: Opowieści o zapomnianej kuchni polskiej, Wydawnictwo Czarne, Warszawa 2018[13].
- Przepisy Paula Tremo - wydał i opracował Jarosław Dumanowski,  Muzeum Pałacu Króla Jana III w Wilanowie, 2022[14]